# Acalyptratae
Acalyptratae, или акалиптратные двукрылые — одна из двух основных групп щеленосных мух (Schizophora). У представителей данной группы, в отличие от Calyptratae, нижняя калиптра (англ. lower calypter), или грудная закрыловая чешуйка, в основании крыла редуцирована. Включают около 20 % всех известных видов двукрылых, больше половины из которых относятся к шести крупным семействам: Tephritidae, Lauxaniidae, Agromyzidae, Chloropidae, Drosophilidae и Ephydridae. Ряд исследователей высказывали сомнения в монофилии акалиптратных двукрылых.